# خيسوس فرنانديز هرنانديز
خيسوس فرنانديز هرنانديز (بالإسبانية: Jesús Fernández)‏ مواليد 6 أغسطس 1975 في بليانة، أليكانتي، هو لاعب كرة سلة إسباني بدأ مسيرته الاحترافية في سنة 1993 يلعب مع فريق تقاعد. يبلغ طوله 6 قدم 8 بوصة (2.0 م). اعتزل اللعب في 2015.

## فرق لعب لها
- فالنسيا باسكت
- بلنسية
- بالونكيستو فوينلابرادا
- غرناطة

## روابط خارجية
- خيسوس فرنانديز هرنانديز على موقع الدوري الإسباني لكرة السلة (الإسبانية)
- خيسوس فرنانديز هرنانديز على موقع كرة السلة الأوروبية.كوم (الإنجليزية)
- خيسوس فرنانديز هرنانديز على موقع ريلجم (الإنجليزية)
- خيسوس فرنانديز هرنانديز على موقع سبورتس رفرنس (الإنجليزية)